# Scott Page
Scott Page est un musicien de studio qui est fréquemment embauché pour jouer en concert avec des musiciens reconnus, tels Supertramp et Pink Floyd entre autres. Il est multi-instrumentiste, jouant du saxophone, de la flûte, de la guitare et des percussions. 

## Carrière musicale
Il a été saxophoniste, guitariste additionnel et accessoirement percussionniste lors de la dernière tournée de Supertramp avec Roger Hodgson, en 1983, à la suite de l'album ...Famous Last Words. Il joua également sur les deux albums suivants du groupe, Brother Where You Bound en 1985 et Free as a Bird en 1987. Il participa aussi à la tournée subséquente pour promouvoir l'album Brother Where You Bound en 1985-1986. . 
Il reprend la route avec le groupe Toto lors du Isolation World Tour en 1984. Scott Page dit lui-même qu'il s'agit d'un des plus beaux moments de sa carrière.
En 1985, il rencontre à Paris l'artiste français YattanoeL qui entamait alors une carrière d'illustrateur dans la presse parisienne. De leur amitié naîtra, à North Hollywood, une société commerciale autour du graphisme, précédant de quelques mois la présentation du projet révolutionnaire audio et vidéo Push Back The Walls lors de la soirée The First Dance dans le Guitar Center de Sunset Boulevard, réaménagé pour la circonstance et faisant face au fameux Rockwalk d'Hollywood.
Sa contribution la plus connue est d'avoir accompagné Pink Floyd comme saxophoniste et guitariste durant l'enregistrement de l'album A Momentary Lapse of Reason (1987), puis lors de la tournée que l'on peut retrouver sur l'album live Delicate Sound of Thunder (1988).
Il a aussi enregistré avec James Brown, Chuck Berry et Steve Miller.

## Internet
Scott Page fonde NewMBC avec Russ Lujan, Vice-Président Executif d'une société de diffusion de contenus interactifs sur Internet (Entermedia). Ils commencent le développement du concept de NewMBC qui devient New Media Broadcasting en 1999 après avoir travaillé ensemble sur le service d'éducation en ligne d'IBM ThinkNet.